# Gellius Egnatius
Gellius Egnatius was een Samnitische veldheer die in de Derde Samnitische Oorlog een coalitie wist tot stand te brengen tussen Samnieten, Etrusken, Umbriërs en Galliërs en als hun imperator Etrurië binnenrukte, maar in 295 v.Chr. bij Sentinum door de Romeinen werd verslagen. Egnatius kwam om in deze slag, waardoor de Romeinen meester werden van Midden-Italië.